# 対空戦
対空戦（英語: Anti-air warfare, AAW / Counterair）とは、主に航空機やミサイルなどに対して行われる戦闘の事である。アメリカ海兵隊では、攻勢作戦としての攻勢対空戦（Offensive antiair warfare, OAAW）と、防勢作戦としての防空（Air defense）に分けている。一方、アメリカ空軍は防勢作戦を能動的部分と消極的部分に分けたうえで、能動的部分についても、航空機や巡航ミサイルを対象とする防空と、弾道ミサイルを対象とするミサイル防衛とに分けている。

## 艦対空戦闘
1914年に勃発した第一次世界大戦では早くも航空機が大規模に実戦投入されることとなった。当時の航空機は、まだ性能が低く、対艦攻撃力として期待しうるものではなかったものの、気球などの軽航空機も含めて、偵察手段としては有望視されていたことから、艦艇側も素早く反応し、これを撃攘するための対空兵器を装備するようになっていった。しかし1920年代末頃までは、航空機の性能、武器、戦術等の黎明期にあたり、艦隊にとっての深刻な脅威とは受け止められておらず、従って本格的な航空攻撃対処能力も求められなかった。
第二次世界大戦直前の時点でも、航空機による対艦攻撃はまだ単機ないし少数機による散発的なものに留まっており、多数機による組織的なものには至ってなかった。しかし艦上機部隊は複葉機から単葉機へと転換しつつあり、また日米英海軍の洋上航空兵力も増強の一途を辿っていた。このことから、各国海軍では経空脅威を次第に意識するようになり、各艦の自衛防空能力の強化を図って行った。イギリス海軍のダイドー級、アメリカ海軍のアトランタ級といった大型の防空用軽巡洋艦や、大日本帝国海軍の秋月型駆逐艦のように防空に特化した艦艇も建造されたものの、水上艦艇全体からすると特殊例に留まっていた。
大戦中、経空脅威は極めて急激に増大し、これらに対抗するため、各国軍艦の甲板上には各種機銃や、高角砲が次々と増備されていった。しかしこれらは臨時装備であるために非効率な部分も多く、また特に対空戦闘時に給弾通路や砲側に極めて多数の弾薬火薬が存在することになることから、ダメージコントロールの面からは大きな弱点ともなった。この面からは、フランス海軍が大戦後に竣工させた「ド・グラース」や「コルベール」のように、防空型に特化した単能艦の整備が望まれた。

## 空対空戦闘
空対空戦闘は、第一次世界大戦の頃は、ピストルなどでパイロットどうしが打ち合う程度だったが、次第にショットガンを持ち込むパイロットも出てくるようになりフランス空軍のローラン・ギャロスが、モラーヌ・ソルニエ Lに、固定銃を装備した事で戦闘機の思想が生まれ戦闘機同士の空対空戦闘が発達した。現在では主に空対空ミサイルでの戦闘がメインだが、固定武装として機関砲を対地、対空用に搭載している。